# Grota Neptuna (Sanssouci)

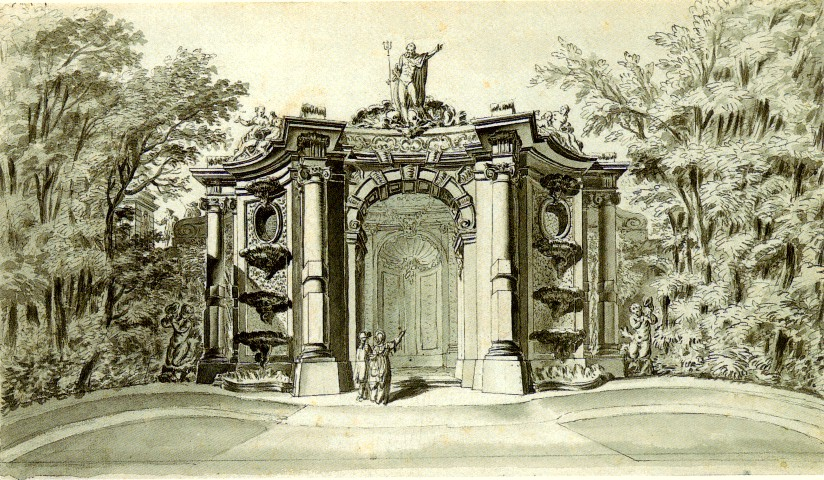
Grota Neptuna, XVIII w.

Grota Neptuna – rokokowa grota ogrodowa w parku Sanssouci w Poczdamie. Zaprojektowana w poł. XVIII w. przez Goerga Wenzeslausa von Knobelsdorffa na zlecenie króla Prus Fryderyka II Wielkiego.

## Historia

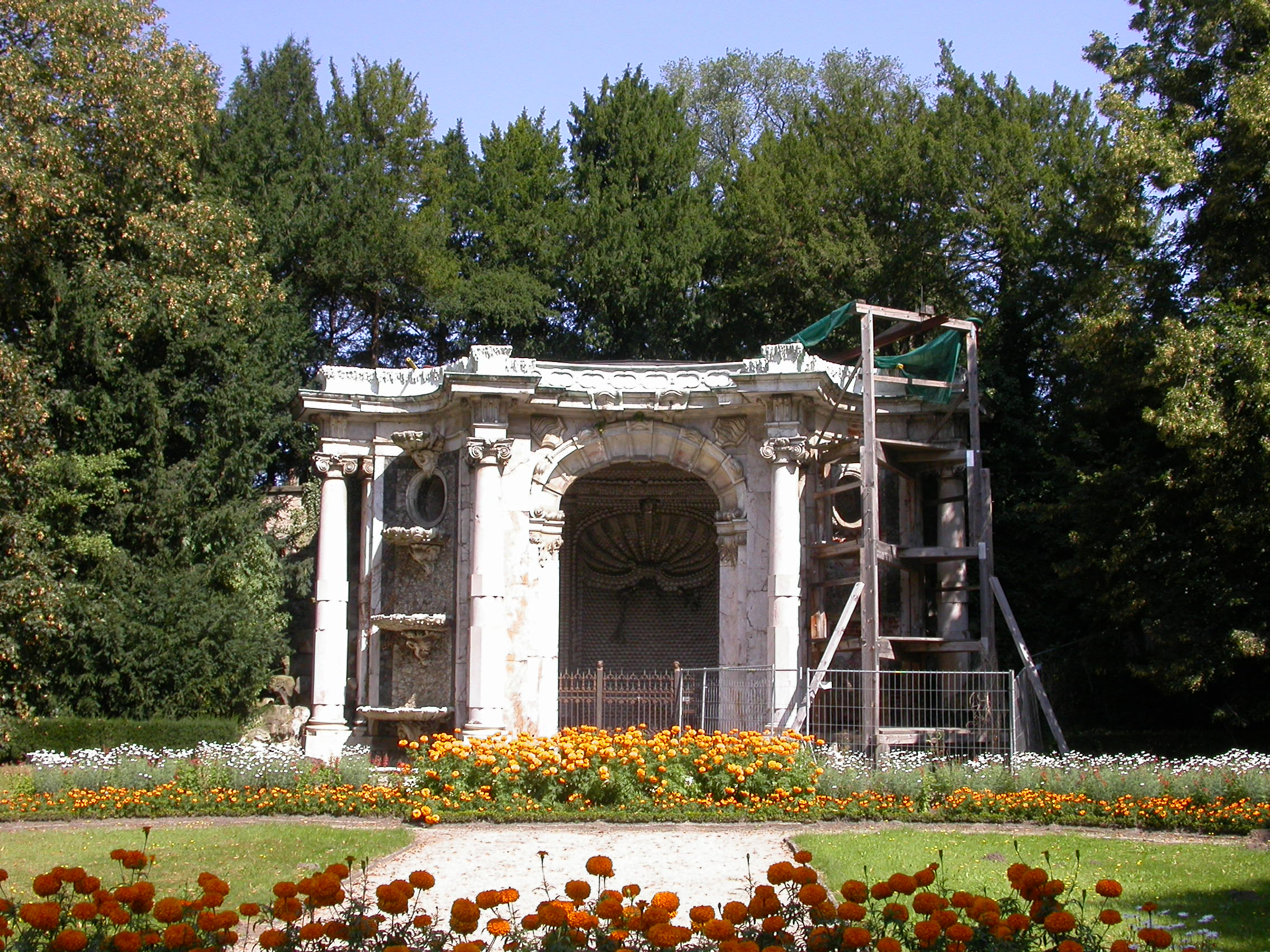
Grota Neptuna w trakcie renowacji

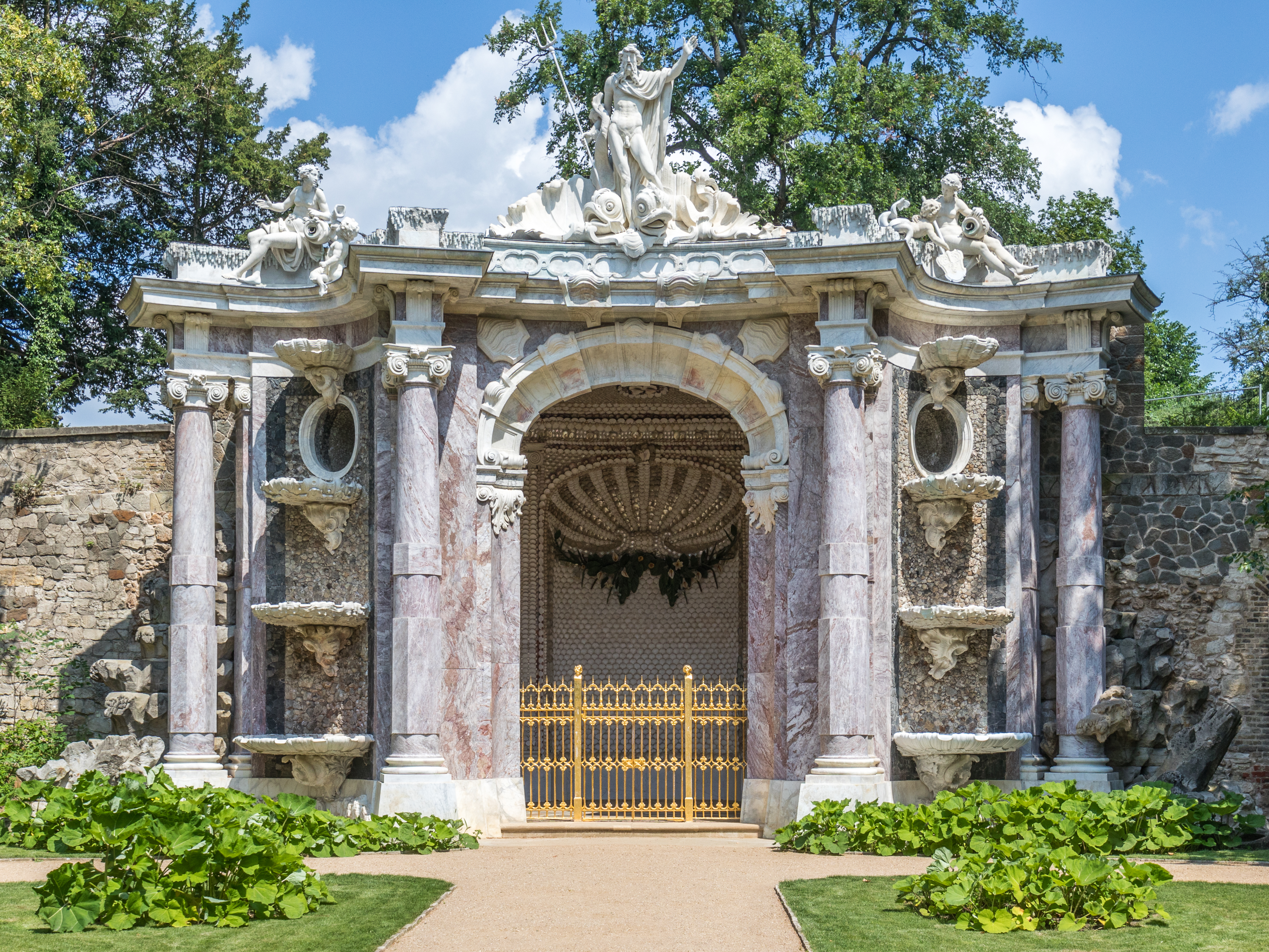
Grota Neptuna po remoncie

Grota została wzniesiona w latach 1751-54 przez Johanna Petera Benckerta i Goerga Franza Ebenhecha na podstawie projektu Goerga Wenzeslausa von Knobelsdorffa. Była częścią systemu wodotrysków (fontann, kaskad i kanałów) w parku otaczającym letnią rezydencję Fryderyka II Wielkiego w Poczdamie. Stanęła we wschodniej części parku, niedaleko wejścia z obeliskiem.
System ten jednak od początku nie funkcjonował z powodu problemów technicznych. Wodotryski w Sanssouci miały być zasilane wodą ze zbiornika na szczycie wzniesienia Ruinenberg. Woda z Haweli miała być transportowana na górę przy użyciu koni i wiatraków. Rozwiązanie to jednak nie sprawdziło się w praktyce, a pracownicy zatrudnieni do opieki nad fontannami nie posiadali odpowiedniej wiedzy inżynieryjnej, by usprawnić system.
W 1841 r. przeprowadzono pierwszą restaurację groty. W 1844 r. przebudowano znajdującą się obok groty rampę na schody marmurowe z polakierowanymi na biało wazonami cynowymi.

## Opis
Obiekt wzniesiono z użyciem m.in. szarego marmuru, który pochodził z dolnośląskich kamieniołomów na stokach Góry Połom w Wojcieszowie. Na szczycie groty znajduje się figura rzymskiego boga wód, chmur i deszczu – Neptuna – dłuta J.P. Benckerta (1760-61). Wnętrze groty wyłożone jest muszlami, które należały do jednych z głównych elementów dekoracyjnych doby rokoko.